# 제임스 딘 (포르노 배우)

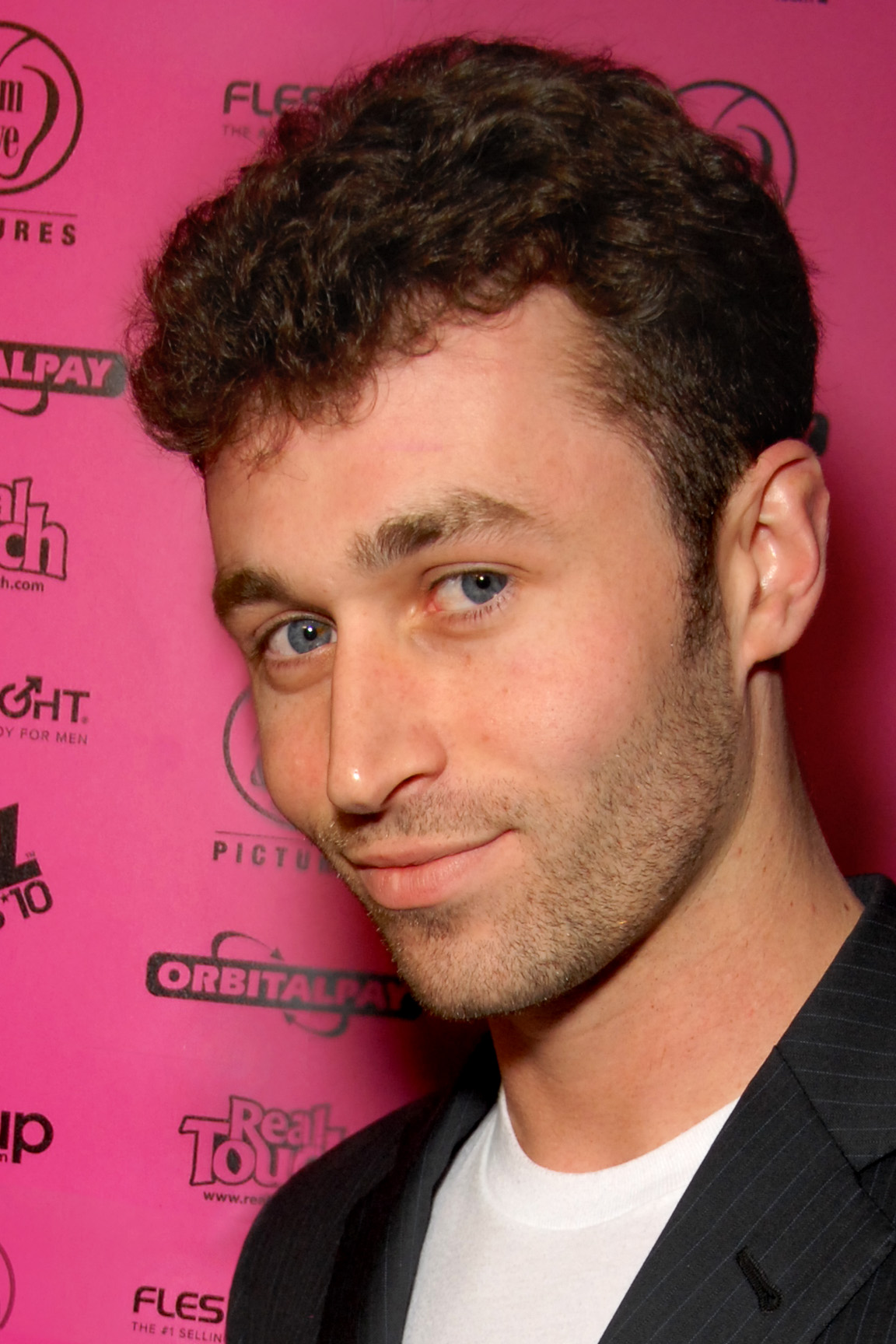
제임스 딘

브라이언 매슈 세빌라(영어: Bryan Matthew Sevilla, 1986년 2월 7일 ~ )는 제임스 딘(James Deen)이라는 예명으로 잘 알려진 미국의 포르노 배우이다. 이름은 배우 제임스 딘(James Dean)에서 따왔다.